# Choanoflagellater

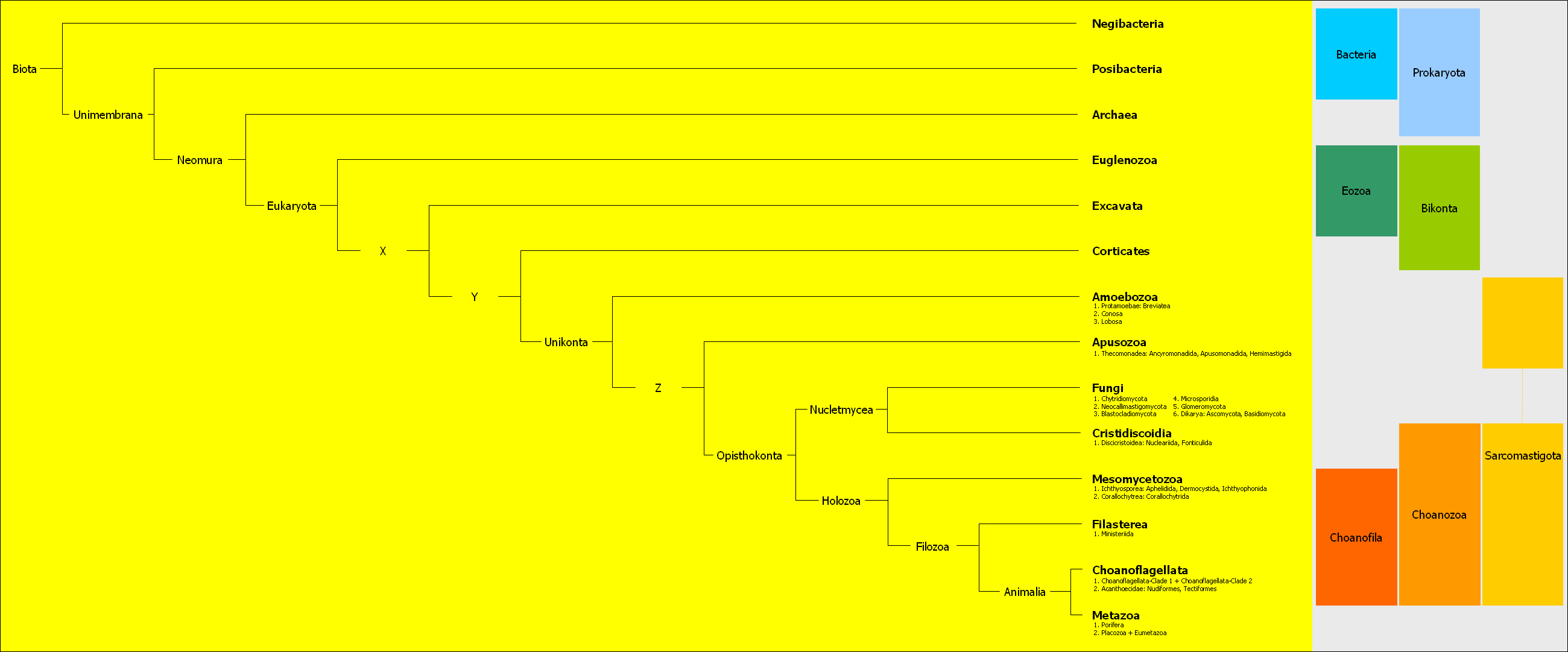

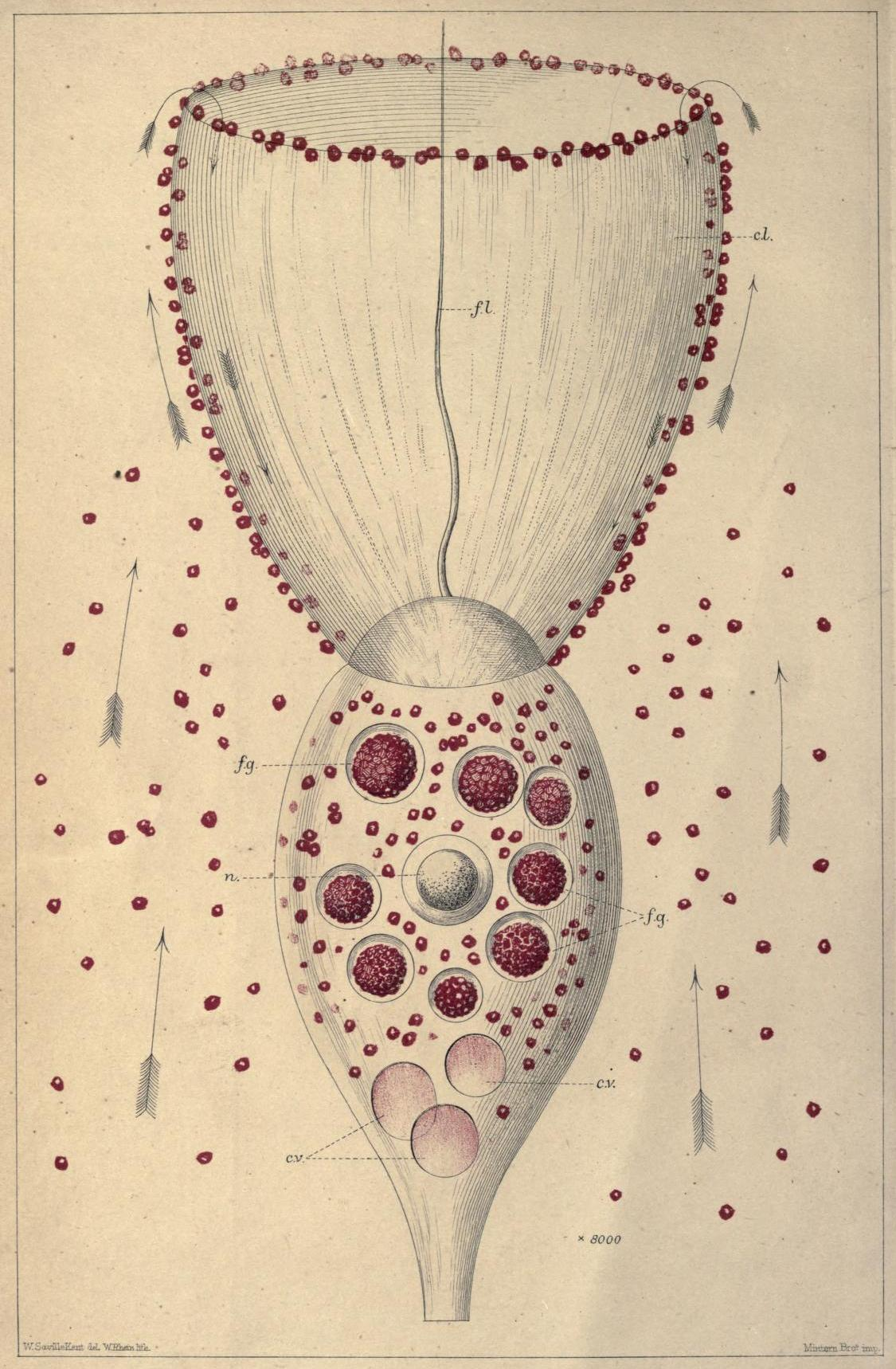

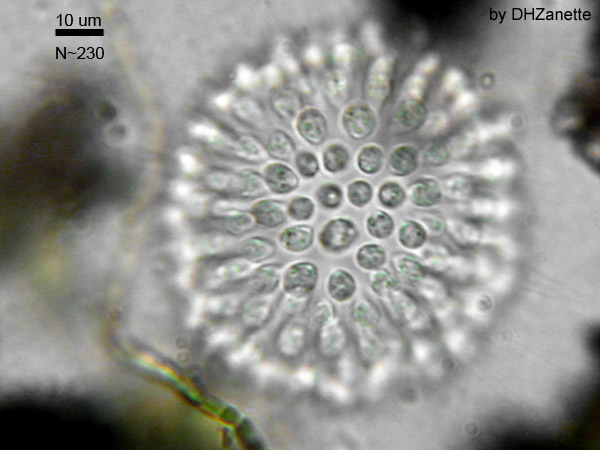
Sphaeroeca, en koloni (ungefär 230 individer)

Choanoflagellater är som namnet antyder (flagellater=flagellförsedd organism med choano=krage) encelliga eukaryoter med en flagell och en genomskinlig krage gjord av mikrovilli fäst på cellkroppen. Forskare vet idag inte mycket om deras historia eller levnadssätt. Men morfologiskt sett så kan man anta att vissa arter är närmre släkt med svampar medan vissa är närmre släkt med djur (Animalia). Denna hypotes stöds av bland annat Elisabeth A. Snells forskning om hsp70-genen. Hon sekvenserade genen och studerade stora likheter mellan protister och djur.
Vissa arter av släktet Proterospongia lever i kolonier där de till viss del specialiserar sig till olika egenskaper. Detta visar även på en liknande organisation så som hos cellerna i djur. Runt 150 arter är idag beskrivna.

## Karaktärer
Kroppen är sfäriskt eller ovalt formad, cirka 3–10 mm i diameter.
De är antingen frisimmande, fastsittande eller lever som kolonier i korta perioder under livscykeln. När de lever i kolonier så förblir de självständiga och specialiserar sig på olika sätt samt kan till viss del kommunicera med varandra. 
Deras föda består framförallt av bakterier och detritus (icke-levande organiskt material).
Till utseende så liknar de choanocyter som fungerar som specialiserade celler hos svampar. 

## Utbredning
Choanoflagellater är frilevande, encelliga och koloniformade eukaryoter som förekommer vanligast i marin miljö såsom bräckt vatten, saltvatten och sötvatten. De finns i hela världen från arktiska till tropiska vatten i både den pelagiska och bentiska zonen. De flesta insamlingarna av choanoflagellater har varit på vattendjup mellan 0 och 25 meter men man har även upptäckt vissa arter på djup ner till 300 meter i öppna hav  och 100 meter under isen i Antarktis. Vissa arter som Diaphanoeca grandis har upptäcks i vatten i Nordamerika, Europa och Australien medan andra arter tros ha en mer lokal utbredning.

## Klassificering
Choanoflagellater är de encelliga organismer som är närmast släkt med flercelliga djur. De tillhör gruppen Ophistokonta som kännetecknas av en flagell i bakändan. Därefter har de delats in bland Choanozoa. Choanozoa anses numer som en parafyletisk grupp, innehållande upphovet till animalia. Idag anser man att Opisthokonta bör indelas i tre monofyletiska grupper - Fungi, Nuclearrida och Holozoa. Holozoa är alltså en monofyletisk grupp inom Opisthokonta inom vilken choanoflagellater placeras.

### Evolutionshistorik
Redan under mitten av 1800-talet iakttog biologer morfologiska likheter mellan choanoflagellater och choanocyter hos svampdjur (porifera), det ledde till att man föreslog en nära släktskap mellan choanoflagellater och metazoer. 
Moderna fynd har stärkt denna hypotes, bland annat med hjälp av genomkartläggning och idag anses choanoflagellater vara systergrupp till metazoer.
Hos arterna Monosiga brevicollis och Salpingoeca rosetta har hela genomet kartlagts och därmed spelat en avgörande roll i jämförande analyser mellan metazoer och chaonoflagellater.   En rad gener som hos metazoer kodar för bland annat celladhesion, adhesion till extracellulär matrix och septin har återfunnits hos choanoflagellater.  I jämförelse med frilevande choanoflagellater har det hos kolonibildande observerats en uppreglering av särskilda gener som är delade med metazoer. 
Mitokondriella gensekvenser hos choanoflagellater och olika arter av porifera har jämförts och ytterligare stärkt den nära släktskapen mellan grupperna och placerat choanoflagellaterna som en utgrupp till metazoer. Fynden har även uteslutit möjligheten att choanoflagellaterna har utvecklats ur metazoer. 

## Anatomi och fysiologi
De är encelliga, pigmentfria organismer där varje cell har en cilium omringad av en ring av mikrovilli som kan dras tillbaka. De flesta choanoflagellater bildar ett sekreterat skelett av silica. Skelettet som kallas lorica (en typ av biologiskt silikon) kan variera mycket i storlek och distribution. Det täcker choanoflagellaten och växer sig vidare mot botten där det fäster och fungerar som ett ankare genom att hålla fast choanoflagellaten.
Choanoflagellater är filtrerare och får sin föda genom små prokaryoter dvs. de minsta bakterierna och icke-levande organiskt material. Ett flagellum sätter fart på vattnet med ett slag från roten till toppen av flagellum, detta skapar en ström av vatten som för bakterier genom ett band av mikrovilli-tentakler cirka 20–50 st. Bakterierna fastnar på toppen av mikrovilli och kommer sedan att slukas av pseudopodier, ett slags armliknande utskott. Bakterien eller det icke-levande organiska materialet omsluts av en vesikel som sen upplöser det till föda för choanoflagellaten.
Eftersom chanoflagellaten är så pass liten blir avstånden mellan mikrovilli mycket korta, detta gör att hastigheten på vattenströmmarna genom mikrovilli blir ganska låg. Det problemet löses med deras oerhört effektiva filtrering, ungefär 105 gånger sin egen cell volym per timme. Den effektiva filtreringen är möjlig för att de täcker en stor yta mot deras lilla volym.
Det spekuleras att på loricans yta kan bakterier växa och ger en stabil födokälla till protozoen eller så har den hydrodynamisk funktion för att maximera vattenflödet genom mikrovilli-banden. Choanoflagellater med lorica är antingen frisimmande eller fastsittande. De frisimmande befinner sig i den övre delen av haven. För att hålla sig kvar här och inte sedimentera så lägger de ut sin lorica som ger mekanisk rörelse för att hålla sig i rätt zon och inte sjunka.
En stor volym på lorica medger att rörelsen ifrån sjön ej påverkar djuret speciellt mycket, skydd mot hårda vattenströmmar. Ifall något rovdjur t.ex. en ciliat eller amöba ger sig på Choanoflagellaten gör en stor lorica det svårt för dem att fånga bytet.
Vid brist på föda kan choanoflagellaten dela på sig för att bilda ”svärmarceller” som har annorlunda utseende och beteende, de simmar snabbare än normalt. Detta är ett sätt att minska metabolismen för längre överlevnad och samtidigt hitta en ny födokälla.

## Ekologi
Choanoflagellater är viktiga i näringskedjan eftersom de för olika former av kol från sin föda vidare till organismer med högre trofisk nivå. De är därför viktiga i kolcykeln och den mikrobiella näringscykeln. Bevis tyder på att Choanoflagellater lever tätt intill sina matkällor